# Banat de Croatie
XIe siècle – 1919
Le banat de croatie ( Horvát bánság en hongrois ; Banovina Hrvatsk en croate) est historiquement une marche (banat) du royaume de Hongrie.
Le banat de Croatie est créé à la fin du XIe siècle sur le territoire du royaume historique de Croatie comme province du royaume de Hongrie à la suite de la conquête politico-militaire de cette région par ce dernier. L'autre province organisée par le royaume hongrois du territoire croate est le banat de Slavonie. Son territoire s'étendait du massif montagneux de Kapela au sud-ouest à la mer Adriatique. Le banat de Croatie jouissait d'une grande indépendance interne et était gouverné par un ban, traduit par "vice-roi" ou "duc", nommé par le roi de Hongrie sur la base d'un droit coutumier différent du hongrois.